# Eleni Myrivili

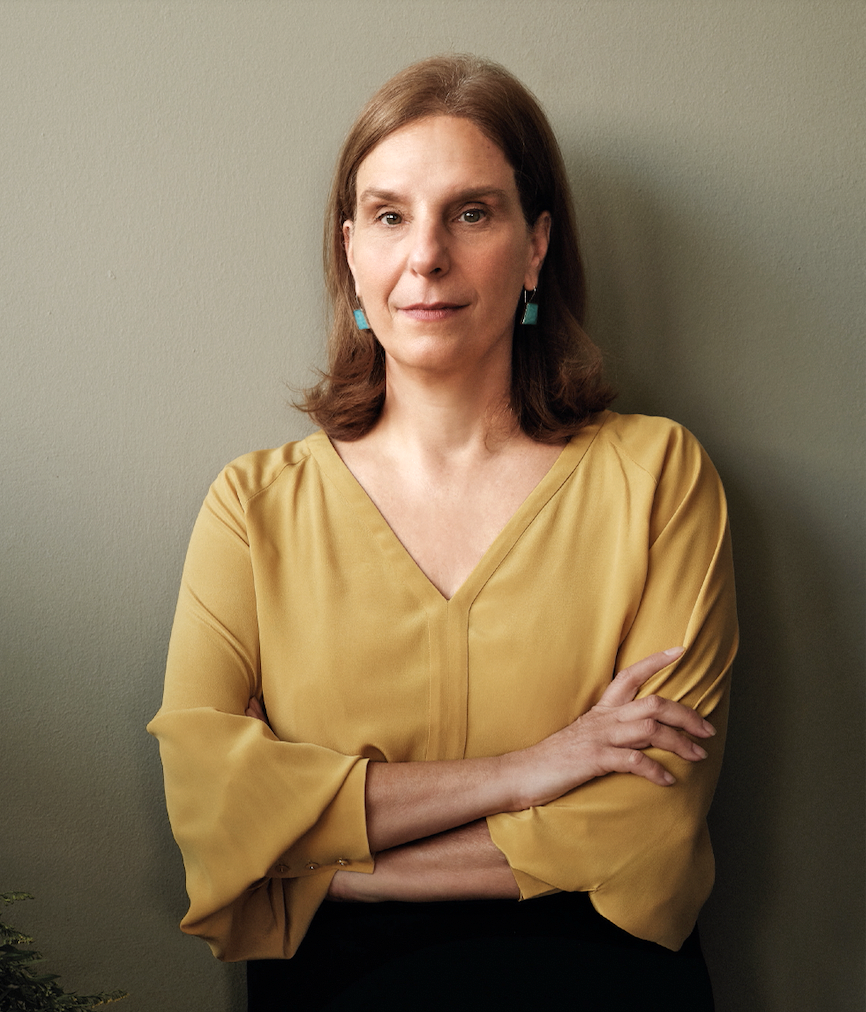
Eleni Myrivili 2023

Eleni (Lenio) Myrivili (griechisch Ελένη (Λενιώ) Μυριβήλη, * 20. Jahrhundert in Griechenland) ist eine griechische Wissenschaftlerin und war die erste Hitzebeauftragte Europas. Sie übte ihr Amt im Großraum Athen aus.

## Leben
Eleni Myrivili ist die Enkelin des bekannten griechischen Schriftstellers Stratis Myrivilis.

### Wissenschaftliche Laufbahn
Eleni Myrivili erwarb ihren Bachelor of Arts an der Wesleyan University in den Fächern Soziologie und Theater und anschließend ihren Master of Arts an der New York University in Performance Studies. 2004 wurde sie an der Columbia University in New York in Anthropologie promoviert. Ihre Doktorarbeit befasst sich mit der Rolle nationaler Grenzen im modernen Nationalstaat. Seit 2006 unterrichtet sie als Dozentin an der Universität der Ägäis in der Fakultät Kulturelle Technologie und Kommunikation auf der Insel Lesbos. Ihr Forschungsschwerpunkt sind digitale Medien und Kulturwissenschaften. Außerdem kuratierte sie verschiedene Ausstellungen mit Multimedia.
2011 schrieb sie die Drehbücher zu 13 Episoden der Dokumentarserie „Sprich Grün mit mir“ («Μίλα μου Πράσινα»), die im staatlichen griechischen Fernsehen ERT1 zu sehen waren.
2020 war sie ein LOEB Fellow of Advanced Environmental Studies (Stipendiatin der Umweltstudien) an der Howard-Universität.

### Politische Karriere
Bei den Europawahlen 2009 trat Myrivili als Kandidatin der Partei Ökologische Grüne (Ikologi Prasini (Οικολόγοι Πράσινοι)) an, erlangte aber kein Mandat. Nachdem sie 2014 als Kandidatin der Partei To Potami in die Stadtverwaltung von Athen gewählt worden war, wurde sie Anfang 2018, unter dem Bürgermeister Giorgos Kaminis, zur stellvertretenden Bürgermeisterin Athens mit dem Zuständigkeitsbereich grüne Umwelt, urbane Resilienz und Anpassung an den Klimawandel (Αντιδήμαρχος Πρασίνου, Αστικής Ανθεκτικότητας και Προσαρμογής στην Κλιματική Αλλαγή) ernannt. Sie übte ihr Amt bis zum 31. August 2019 aus.

### Hitzebeauftragte von Athen
Im Großraum Athen entstehen im Sommer durch die starke Asphaltierung, die Bebauung mit Beton und den Mangel an Parks immer mehr Hitzewellen mit sehr heißen Hitzeinseln. Um dem entgegenzuwirken, wurde 2021 das neue Amt einer Hitzebeauftragten („chief heat officer“, Επικεφαλής Αντιμετώπισης Αστικής Υπερθέρμανσης) geschaffen, das Myrivili innehat. Der Posten wird vom Adrienne Arsht-Rockefeller Foundation Resilience Center in Washington finanziert und unterstützt. Athens Bürgermeister Kostas Bakogiannis regte an, diese Stelle einzurichten.
Zu Myrivilis Maßnahmen gegen die Hitze zählen Baumpflanzungen, der Ausbau bestehender Parks und gleichzeitige digitale Registrierung in einem Baumkataster, die Neuanlage von Kleinst-Parks („Pocket Gardens“) sowie der Abbau von Beton und herkömmlicher Bausubstanz sowie der Bau von Brunnen auf Plätzen. Bei der Bewässerung soll das über 20 km verlaufende, antike, unterirdische Hadrians Aquädukt von Athen genutzt werden. Ein anderer ihrer Vorschläge ist, alle Hausdächer weiß zu streichen, damit die Sonne reflektiert wird und sich die Innentemperatur senkt. Myrivili fordert für ihre Maßnahmen zur Zusammenarbeit aller Kommunen in der attischen Ebene auf, um das Leben in diesem Ballungsgebiet angesichts des Klimawandels und extremer Wetterbedingungen zu verbessern. In diesem Zusammenhang werden auch Daten über die Sterblichkeit während der Hitzephasen erhoben und Maßnahmen zum Schutz der Bevölkerung erarbeitet. Myrivili plant, ähnlich wie bei Sturmwarnungen auch für die Hitze Warnstufen zu entwickeln, um dann bei großer Hitzegefahr die Arbeit im Freien zu reduzieren und Risikogruppen dazu aufzufordern, sich nur im Kühlen aufzuhalten. Durch ein Nachbarschaftshilfesystem soll dann den Mitgliedern der Risikogruppen gegebenenfalls Hilfe zukommen.
2023 verließ Myrivili ihre Stelle als Hitzebeauftragte Athens, die Nachfolge trat Elissavet Bargianni an.

### Engagement für das Klima
Seit 2023 arbeitet Myrivili unter der Schirmherrschaft von UN-Habitat dafür, das Bewusstsein für extreme Hitze auf globaler Ebene zu verstärken und Gelder für Projekte zur Nachhaltigkeit von Städten zu sichern. Dazu gehört auch ein globales Kühlungsversprechen, das auf der COP28-Klimakonferenz in Dubai vorgestellt wurde.

## Auszeichnungen
Eleni Myrivili wurde von der amerikanischen Zeitschrift Politico unter den 28 einflussreichsten Menschen Europas des Jahres 2022 aufgelistet. Man bezeichnet sie dort als „Wegbereiterin“ im Kampf gegen den Klimawandel und um die Lebensqualität der europäischen Städte. Im Jahr 2023 wurde Myrivili zu Nature’s 10 gezählt, die zehn vom Magazin Nature nominierten Personen, die in einem Jahr einen wichtigen Einfluss auf die Welt hatten.

## Veröffentlichungen  (Auswahl)
- The Liquid Border Subjectivity at the Limits of the Nation - State in Southeast Europe, Columbia University 2004. (Doktorarbeit)
- Το Αιγαίο: Μια διάσπαρτη πόλη (Die Ägäis: Eine zerstreute Stadt, Griechischer Beitrag zur 10. Internationalen Architekturausstellung Biennale Venedig), Futura, Athen 2006, ISBN 978-960-6654-25-1.
- Πολιτιστική αναπαράσταση (Kulturelle Repräsentation). Kritiki, Athen 2006, ISBN 978-960-218-493-6.
- Πολιτισμοί του διαδικτύου (Kulturen des Internets). Pedio, Athen 2014, ISBN 978-960-546-693-0.